# Teòdoc
Teòdoc (Theodocus, Θεόδοκος) fou un metge grec al servei del general Hadjadj ben Yusuf el general del califa Abd-al-Màlik ibn Marwan. Tenia el nom àrab de Tíádúk del que deriva la versió grega del nom.
Es diu que va tenir nombrosos deixebles i que molts van ser eminents. Probablement és el mateix esmentat com a Tiaducus a la versió llatina de Ar-Razí (Cont. 3.2, p. 53 ed. 1506,) i Tiaduk en la traducció alemanya feta per Sontheimer de Ibn al-Baytar. La seva vida apareix també a l'obra de Ibn Abi Osaibiah.